# Eric Addo
Eric Addo (Acra, Ghana, 12 de noviembre de 1978) es un exfutbolista ghanés. Jugaba de volante y su último equipo fue el FC Eindhoven de Países Bajos.

## Selección nacional
Ha sido internacional con la Selección nacional de fútbol de Ghana, ha jugado 23 partidos internacionales.

## Participaciones en Copas del Mundo
| Mundial                        | Sede     | Resultado        |
| ------------------------------ | -------- | ---------------- |
| Copa Mundial de Fútbol de 2006 | Alemania | Octavos de final |

## Clubes
| Club          | País         | Año       |
| ------------- | ------------ | --------- |
| Noble Harrics | Ghana        | 1996      |
| Club Brugge   | Bélgica      | 1996-1999 |
| PSV           | Países Bajos | 1999-2002 |
| Roda JC       | Países Bajos | 2002-2004 |
| PSV Eindhoven | Países Bajos | 2004-2009 |
| Roda JC       | Países Bajos | 2009-2011 |
| FC Eindhoven  | Países Bajos | 2012      |

## Palmarés

### Campeonatos nacionales
| Título               | Club          | País         | Año  |
| -------------------- | ------------- | ------------ | ---- |
| Supercopa de Bélgica | Club Brujas   | Bélgica      | 1996 |
| Jupiler League       | Club Brujas   | Bélgica      | 1998 |
| Supercopa de Bélgica | Club Brujas   | Bélgica      | 1998 |
| Eredivisie           | PSV Eindhoven | Países Bajos | 2000 |
| Supercopa de Holanda | PSV Eindhoven | Países Bajos | 2000 |
| Eredivisie           | PSV Eindhoven | Países Bajos | 2001 |
| Supercopa de Holanda | PSV Eindhoven | Países Bajos | 2001 |
| Eredivisie           | PSV Eindhoven | Países Bajos | 2005 |
| Copa de Holanda      | PSV Eindhoven | Países Bajos | 2005 |
| Eredivisie           | PSV Eindhoven | Países Bajos | 2006 |
| Eredivisie           | PSV Eindhoven | Países Bajos | 2007 |
| Eredivisie           | PSV Eindhoven | Países Bajos | 2008 |

### Distinciones individuales
| Distinción    | Año  |
| ------------- | ---- |
| Bota de Ébano | 1998 |